# Грб Нигерије
Грб Нигерије је званични хералдички симбол афричке државе Савезне Републике Нигерије. Грб је усвојен 25. маја 1960. године.

## Опис
Грб се састоји од штита црне боје, на којему се налазе две сребрне траке које се спајају у једну, творећи тако стилизовано слово Y. Траке су симбол двеју највећих река у Нигерији, Бенуе и Нигера. Црна боја на штиту симбол је плодне нигеријске земље.
Штит придржавају два бела коња, симбол достојанства. На штиту стоји црвени орао раширених крила, који је симбол снаге. Црвене и зелене испреплетене траке, на којима стоји орао, представљају богатство пољопривреде. Коњи стоје на травнатој плочи прекривној цветовима Костус Спектабилис, националном биљком Нигерије.
Испред плоче простире се златна трака на којој је исписано државно гесло на енглеском језику, „Јединство и вера, мир и напредак” („Unity and Faith, Peace and Progress”).